# 柳生宗章
柳生宗章（永禄9年－慶長8年11月14日，1566年－1603年12月16日））、日本安土桃山時代的武將、劍豪。柳生宗嚴的四男、柳生嚴勝的弟、柳生宗矩的兄長。通稱五郎右衛門。
文禄3年（1594年）弟弟宗矩接受徳川家康召喚而仕官、武者修行末期接受小早川秀秋延攬。關原之戰時擔任秀秋的近侍警護任務。之後小早川家遭到改易、接受中村一忠的執政家老横田村詮邀請，擔任伯耆米子藩的客將。
然而，由於村詮的能力卓越，引來一忠的側近安井清一郎、天野宗杷忌妒，陰謀除去村詮。慶長8年（1603年）11月14日，趁著城内舉辦慶事時，安井唆使一忠將村詮謀殺。這引起支持横田一族家臣的憤慨、宗章基於義憤及感念横田的恩義而加入反抗。但隣國堀尾吉晴派兵支援一忠進行鎮壓、宗章在殺死敵兵18名後，因為刀斷而壯烈戰死。